# Święty Amator
Święty Amator, (fr.) Amadour, Amatre (ur. 344 w Auxerre, zm. 1 maja 418 tamże) – święty katolicki, biskup.
Amator był wychowany przez miejscowego biskupa Waleriana. Poślubił Martę, z którą żył w czystości. Został biskupem Auxerre. Walczył z pogańskimi zabobonami. Jego starania doprowadziły do ustanowienia kultu męczenników.
Jego wspomnienie liturgiczne w Kościele katolickim  obchodzone jest 1 maja.
Nie należy mylić św. Amatora ze świętymi:
- Amatorem z Portugalii, pustelnikiem, którego wspomnienie obchodzone jest 27 marca[2], oraz
- Amadourem wspominanym 20 sierpnia, który według legendy był pustelnikiem mieszkającym na skale, na której później zbudowano sanktuarium w Rocamadour[3].